# Anodendron affine
Anodendron affine là một loài thực vật có hoa trong họ La bố ma. Loài này được (Hook. & Arn.) Druce mô tả khoa học đầu tiên năm 1917.